# Michałowice (Sobótka)
Pour les articles homonymes, voir Michałowice.
Michałowice est une localité polonaise de la gmina de Sobótka, située dans le powiat de Wrocław en voïvodie de Basse-Silésie.